# Hungarian International 2006
Die Hungarian International 2006 im Badminton fanden vom 26. bis zum 29. Oktober 2006 in Budapest statt. Es war die 31. Auflage dieser internationalen Meisterschaften von Ungarn. Das Preisgeld betrug 2.500 US-Dollar. Der Referee war Marcel Pierloot aus Belgien.

## Austragungsort
- BME MAFC Gabányi László Sportshall, Hauszmann Alajos u. 10 (XI. Distrikt)

## Sieger und Platzierte
| Disziplin    | Gold                                 | Silber                         | Bronze                               |
| ------------ | ------------------------------------ | ------------------------------ | ------------------------------------ |
| Herreneinzel | George Rimarcdi                      | Kasper Ipsen                   | Pablo Abián                          |
| Herreneinzel | George Rimarcdi                      | Kasper Ipsen                   | Jan Fröhlich                         |
| Dameneinzel  | Chie Umezu                           | Ragna Ingólfsdóttir            | Olga Golovanova                      |
| Dameneinzel  | Chie Umezu                           | Ragna Ingólfsdóttir            | Ekaterina Ananina                    |
| Herrendoppel | Imanuel Hirschfeld Imam Sodikin      | Georgi Petrov Blagovest Kisyov | Björn Fredriksson Andi Hartono       |
| Herrendoppel | Imanuel Hirschfeld Imam Sodikin      | Georgi Petrov Blagovest Kisyov | Stanislav Kohoutek Pavel Florián     |
| Damendoppel  | Ekaterina Ananina Anastasia Russkikh | Imogen Bankier Emma Mason      | Hana Milisová Martina Benešová       |
| Damendoppel  | Ekaterina Ananina Anastasia Russkikh | Imogen Bankier Emma Mason      | Tina Riedl Miriam Gruber             |
| Mixed        | Vladimir Malkov Anastasia Russkikh   | Watson Briggs Imogen Bankier   | Björn Fredriksson Anastasia Kudinova |
| Mixed        | Vladimir Malkov Anastasia Russkikh   | Watson Briggs Imogen Bankier   | Andrew Bowman Emma Mason             |

## Finalergebnisse
| Disziplin    | Sieger                               | Finalist                       | Ergebnis          |
| ------------ | ------------------------------------ | ------------------------------ | ----------------- |
| Herreneinzel | George Rimarcdi                      | Kasper Ipsen                   | 21:18 10:21 21:17 |
| Dameneinzel  | Chie Umezu                           | Ragna Ingólfsdóttir            | 21:9 21:15        |
| Herrendoppel | Imanuel Hirschfeld Imam Sodikin      | Georgi Petrov Blagovest Kisyov | 21:18 21:9        |
| Damendoppel  | Ekaterina Ananina Anastasia Russkikh | Imogen Bankier Emma Mason      | 21:18 21:8        |
| Mixed        | Vladimir Malkov Anastasia Russkikh   | Watson Briggs Imogen Bankier   | 21:12 21:17       |

## Referenzen
- http://badminton.de/06-07-EBU-Circuit.927.0.html
- https://www.tournamentsoftware.com/sport/winners.aspx?id=146E14EE-F705-4C2D-B469-3DE565F27D99